# Avengers Arena
Avengers Arena es una serie de cómics publicada por Marvel Comics, que debutó en diciembre de 2012, como parte del relanzamiento de Marvel NOW!. La serie se desarrolla en torno a 16 jóvenes héroes del Universo Marvel y los enfrenta unos contra otros en un escenario de mata o muere, es como un reality show en Murderworld dirigido por Arcade. La serie terminó con la edición 18 y tiene una secuela llamada  Avengers Undercover que trata de los supervivientes infiltrándose en el Shadow Council's Masters of Evil.

## Historial de Publicación
En septiembre de 2012, Marvel Comics anunció que Avengers Arena se estrenaría con una fecha de portada en diciembre de 2012 por el equipo creativo de Dennis Hopeless y Kev Walker. La serie, que se inspira en Battle Royale, el señor de las moscas y los juegos del hambre, ha sido motivo de controversia durante toda su impresión. La serie se compone de 18 cómics, y será seguido por una nueva serie llamada Avengers Undercover.

## Trama

### Principio
Dieciséis superhéroes adolescentes (que consisten en Cammi, Darkhawk, Hazmat, Mettle, Nico Minoru, Reptil, Juston Seyfertand y su centinela, Chase Stein, X-23, Apex, Nara, Kid Briton, Red Raven III, Death Locket, Cullen Bloodstone, y Anachronism) son secuestrados por el supervillano Arcade, son traído a su última versión de Murderworld, y obligado a luchar hasta la muerte para el disfrute de Arcade. Arcade les somete sin esfuerzo usando sus increíbles nuevos poderes y anuncia que va a empezar el combate matando a uno de los héroes por ellos, escogiendo a Hazmat. Mettle se ofrece para ser sacrificados en el lugar de Hazmat y Arcade le desintegra chasqueando los dedos.
Al empezar los juegos, Red Raven entra en pánico y trata de escapar de la zona volando, solo para que un campo de fuerza invisible le rompa el cuello y le haga estrellarse contra el suelo. Rebecca Ryker se enfrenta a Hazmat y poco después lucha contra Cammi. Cammi le da el apodo Death Locket. A lo largo del primer día, Death Locket recuerda los últimos acontecimientos que llevaron a sus orígenes. Ella se une al grupo de Braddock Academy (que consiste en Apex, Kid Briton, Anachronism, Bloodstone y Nara) a pesar de las amenazas de muerte de Kid Briton y Nara. Death Locket comenzó a relacionarse con Apex mientras ella le presenta al resto del grupo de la Braddock Academy.
Mientras los jóvenes héroes duermen por la noche, son acechados por una criatura cibernética no identificado. Juston es atacado y el Sentinela se desmorona alrededor de él aparentemente aplastándolo. La historia es contada por Cammi, que está cazando al misterioso cazador. Después de una breve lucha ella hace equipo con Darkhawk para encontrar al acosador. Cammi es emboscado por X-23 que ha estado cazando el misterioso acosador también. Decepcionada en sí misma, Cammi se obliga a sí misma a realizar una sesión de entrenamiento intenso. Darkhawk es aparentemente herido por la criatura cibernética cuando esta manipula su armadura y desgarra su amuleto de transformación de su pecho, que lo regresa a ser solo Christopher Powell.
Después de que varios días han pasado, Arcade aparentemente corta el suministro de alimentos haciendo más difícil la supervivencia. Chase y Nico habían sobrevivido mediante la creación de un árbol que lleva frutos mágicos, pero decidieron formar equipo con los niños de la Avenger's Academy. La alianza se estabilizó hasta Reptil fue gravemente herido por una gran explosión proveniente del bosques. X-23 y Hazmat culparon Chase y mataron al árbol frutal. Nico decidió que no podía confiar más en Chase y lo dejó solo en el bosque, donde se topó con el amuleto de Darkhawk que se enterró en su pecho y lo transformó en el nuevo Darkhawk.
Arcade hace que las condiciones climáticas en Murderworld sean peligrosas , pero señala que hay zonas seguras en el borde de cada cuadrante donde los competidores podrán descansar, así como encontrar alimentos y medicinas en el Cuadrante 2. Nico salva a Cammi de una avalancha utilizando un hechizo de "bola de nieve" y Chase la libera. Como agradecimiento, se ofrece a enseñarles habilidades de supervivencia a cambio de un poco de poder de fuego. Cammi toma nota de la cifra de muertes que es de cuatro, con dos oficialmente muerto y dos desaparecidos. Mientras tanto, hay discordia en las filas de la Academia Braddock cuando Anachronism y Kid Briton entran en una discusión. Un terremoto luego separa a Bloodstone y Anachronism de Apex, Nara,  Kid Briton, y Death Locket. Hazmat y X-23 tratan de traer a Reptil hasta el borde del cuadrante 2 para obtener suministros médicos para sus quemaduras. En ese momento, Reptil despierta y Hazmat se alegra. Cuando Hazmat y X-23 dicen a Reptil que Chase fue quien le atacó, Reptil restaura la reputación de Chase, diciendo que Death Locket fue la que lo atacó. Mientras tanto, Death Locket queda inactiva mientras sus cibernéticas se apoderan de ella y dispara a Nara por un acantilado cayendo en el océano. Kid Briton enfurecido por esto, trata de matarla pero Apex le ordena no hacerlo, revelando que ella sabía sobre su romance con Nara en la Academia Braddock y que "ahora estamos aquí, y he terminado de compartir."
Reptil, Hazmat, y X-23 todavía están tratando de llegar al borde del cuadrante 2 por los suministros médicos. Reptil finalmente sintiéndose lo suficientemente bien para caminar y cambiar de forma. Hazmat inicialmente le dice que no gaste su energía y que no van a dejar a nadie atrás. Justo en ese momento, Hazmat activa una nube de humo, que envuelve a los tres. Cuando el humo se disipa, se revela que el humo es "esencia detonante" y X-23 se vuelve salvaje, tratando de matar a Hazmat y Reptil. Reptil cambia de forma un pterodáctilo y evacua a Hazmat lejos de X-23. Arcade luego comenta sobre cómo su nuevo perfume detonante fue un éxito y lo asombrado que estaba de que X-23 pudiera matar a cualquiera con el encima. Nara, Anachronism, y Bloodstone logran sobrevivir el caer en el abismo y llegar a la conclusión de que Apex está manipulando a Death Locket y Kid Briton para sus propios fines. El trío es entonces teletransportado por Arcade al Cuadrante 2 al mismo tiempo que Apex, Death Locket, y Kid Briton llegan. Nara y Apex empiezan a discutir y Apex confirma que ella fue quien ordenó a Death Locket atacar a Nara. Kid Briton trata de intervenir mientras Nara continúa llamándolo un "títere débil." Un iracundo Kid Briton intenta matar a Nara por insultarlo solo para ser decapitado por Anachronism.

## Arcade, Ascenso al poder
Arcade comienza a reflexionar sobre los acontecimientos que condujeron a secuestrar a los superhéroes adolescentes. En una fiesta en su mansión para su cumpleaños, Arcade se dio cuenta de que la comunidad de super-villanos se burlaba de él, y fue herido por su nueva asistente señorita Coriander después de haberle pedido tratar de matarlo. Le regala su isla a ella y huye a su bar llamado "the Hole" en la parte central de Bagalia donde fue asaltado por Constrictor (que fue uno de los villanos que se había burlado de Arcade). Arcade le derrotó con una gran trampa de martillo y posiblemente matándolo. Arcade decidió crear un nuevo proyecto inspirado en "un par de libros para niños", que leyó mientras estaba en prisión. Con la ayuda de la señorita Coriander, creó un nuevo Murderworld en la Antártida y utilizando los poderes de la cibernética, cosas mágicas, tecnología de Industrias Stark y la radiación gamma.

## El Juego
Se revela que Juston Seyfert sobrevivió al ataque de la criatura cibernética, pero ahora está paralizado de cintura para abajo debido a las lesiones sufridas cuando el centinela se estrelló. Angustiado por la pérdida de su mejor amigo, Juston rescata los restos del Sentinel y crea una armadura de batalla que utiliza para atacar a Death Locket. Después Nico Minoru y Chase Stein se involucran en la batalla, Chase Stein se transforma en el nuevo Darkhawk y ataca a Juston.
En un flashback, se demostró que Apex es en realidad los gemelos Katy y Tim que terminaron compartiendo un cuerpo después de un experimento por parte de sus padres que salió mal. Desde entonces, ambos eran conscientes de que comparten el mismo cuerpo. La batalla de Chase Stein como Darkhawk y Juston Seyfert fue abortada. Juston fue uno de los que votaron por la muerte. Cuando Tim volvió a Katy, Juston es asesinado por Apex que le rompe el cuello y luego le roba su Sentinel.
Después de ser herida por Apex, Nico se sacrifica quedándose atrás, esto con el fin de conseguir que algunos de los otros sobrevivientes llegaran a seguridad. Ella muere a manos de Chase y de Juston Seyfert, Sentinel, (ambos de los cuales estaban bajo el control de Apex). Mientras ella muere, Nico cita a Apex "La gente le gusta decir que todo el mundo muere solo. Siempre pensé que era una forma poética de decir la mortalidad es inevitable. O la muerte es miedo. Pero estoy tranquila ahora. No puedo sentir nada sino el frío. Esto es el fin. Y justo en el momento ... no es la muerte la que me mantiene arrastrándome a través de la nieve. Es el estar sola. "Antes de morir, Nico fue capaz de formular un último hechizo (Ayuda).
Reptil se convierte en un dinosaurio de mar para cazar algunos tiburones para que él y Hazmat pudieran cenar. Los héroes adolescentes restantes los alcanzan y ellos los invitan a comer filete de tiburón con ellos. Cullen Bloodstone enfrenta a Reptil sobre su campamento en la playa, mientras que hay una guerra en otra parte. Cammi se pone del lado de Bloodstone antes de decir que ira a buscar a Nico o vengarla. Reptil se dirige de nuevo a intentar sacar a Hazmat fuera de su funk. El tema termina con todo el mundo estando de acuerdo para ir de vuelta a Murderworld.
El Staff of One resucita Nico Minoru que utilizó su pérdida masiva de sangre como un sacrificio para concederle poder . Nico usa este poder para desarmar a Deathlocket, desmayar a Chase/ Darkhawk, destruir el Sentinel, y derrotar a Apex atrapándola bajo tierra. Mientras bajo tierra, Death Locket encontró una instalación subterránea donde encontró alimentos y medicinas, un acuario y una misteriosa habitación que contiene los cuerpos de Christopher Powell, Juston Seyfert, Kid Briton, Mettle and Red Raven.

### Las Desapariciones
Molly Hayes (de los Runaways) es la única en notar que Nico y Chase están desaparecidos y vuelve con Henry Pym en busca de ayuda. El resto del Universo Marvel, por alguna razón, no piensa dos veces acerca de las desapariciones. Después de hablar con Wolverine, Captain Britain y Maria Hill, Henry Pym va a investigar las desapariciones sin saber que Arcade había reemplazado a los adolescentes en cautiverio con Señuelos para evitar que alguien tuviera sospechas de su desaparición. Esto junto con la recomendación de Tigra hizo que Henry Pym abandonara su investigación.

### Nivel del jefe
Los adolescentes restantes han ido a través Murderworld para encontrarse. Bloodstone se frustra y ataca a Anachronism forzando Cammi a tratar de calmarlo mientras Nara se lleva a Anachronism. Cammi convence Cullen para que le cuente sobre su "desagradable secreto". Se revela que Cullen pasó 2 años atrapado en una dimensión alternativa donde fue poseído por una criatura desconocida y con el fin de mantener a la criatura controlada debe mantener su anillo familiar en todo momento. Hazmat y X-23 encuentro un robot Mettle con "esencia detonante" causando a X-23 atacar. X-23 hiere seriamente a Hazmat deja su final incierto. Aiden está molesto por Cullen, preguntándose cuál es su problema, Nara revela que a ella le gusta él. Esencia detonante los rodea y X-23 viene atacarlos Aiden y Nara corren para advertir Cullen y Cammi pero, Nara cae y Aiden intenta ayudarla a levantarse dejándolos vulnerable. Cammi intenta detener X-23, pero sus intentos son inútiles. Cullen decide que solo él puede detenerla. Al retirar el anillo de su familia, Cullen se transforma en una forma monstruosa con el fin de salvarlos.
En forma de monstruo Cullen continúa luchando contra X-23, Cammi, Nara y Anachronism buscan el anillo de Cullen. Anachronism dice al grupo que Cullen es la forma de un Glaratrox (que es un monstruo parasitario que envuelve el alma de alguien y se alimenta del miedo). Cuando el anillo cae en el océano, Nara acaba sumergiéndose en el océano para encontrarlo. Nara recuerda cuando sus padres fueron parte de la Guardia Real de Namor, pero estaban en realidad del lado de Attuma. Sus padres terminaron muertos, Namor le dice a Nara que confíe en sí misma. Al ir al mundo de la superficie, Nara se matriculó en la Academia de Braddock. De vuelta al presente, Anachronism dice al grupo acerca de lo que Cullen le dijo que hiciera en el caso de que este perdiese el control de sí mismo. Nara emerge del océano con el anillo que atrae a la forma Glaratrox de Cullen que termina matándola. La forma Glaratrox de Cullen es sometida por Chase, Nico y Reptil lo suficiente para regresar a Cullen a la normalidad. Cammi le dice que Nara lo salvó y Cullen la mira para pagar el favor, solo para ver Nara morir en las manos de Anachronism.
Arcade habla a su robot sobre los avances en la lucha de los héroes adolescentes. Anachronism termina atacando a Cullen en represalia por la muerte de Nara pero Cammi intenta evitar que lo siga atacando. Reptil dice que deberían ayudar a lo que Nico le responde con un "no". Cammi termina por recurrir a dispararle a Anachronism para detenerlo. Mientras tanto, Death Locket y Apex terminan yendo más lejos dentro de la guarida donde son atacadas por Arcade. Durante la lucha, Christopher Powell (que se revela de estar vivo) despierta cuando Death Locket lo libera. Christopher ataca a Arcade y logra noquearlo.
Como surge el caos en Murderworld, Anachronism ataca a X-23 solo para ser atacados por Reptil. Cammi batalla con Chase donde se roba el Amuleto Darkhawk que él y se convierte en "Cammihawk" para detener a Nico de matar Cullen. En la guarida de Arcade, Apex, Death Locket y Christopher acorralan a Arcade que termina teletransportándose. Cuando Apex intenta hackear las computadoras de Arcade, Arcade convence a Apex en dejar que el juego continué con el fin de posicionarle como la única sobreviviente. Apex utiliza su poder para hacerse cargo de los sistemas de Death locket y hacerla atacar a Christopher. Apex planea convertirse en la reina de Murderworld, pero Hazmat que se está sobrecargando amenaza con destruirla.
Como Hazmat está cerca de explotar, Reptil se la lleva nadando en el mar para que la explosión no puede dañar a nadie. La explosión hace que todos dejen de luchar entre sí. Apex luego libera a unos monstruos de Arena, avispas gigantes y otros peligros para atacarlos. Como Death Locket se libera, la parte de Apex que es Tim fue capaz de tomar el control de manera que Death Locket pudiera defenderse. Tim dice Death Locket que la única manera de derrotar a Katy es disparar a su cuerpo, mientras que él está en control. Death Locket rechaza inicialmente la idea, pero le dispara Apex y se apagan las funciones de Murderworld. Posteriormente, los adolescentes sobrevivientes son rescatados por SHIELD, Wolverine, Henry Pym, y el Captain Britain. El cadáver de reptil es rescatado fuera del agua por un agente de SHIELD. Una semana más tarde, Arcade se muestra en una bata de baño en una de sus casas de seguridad donde ha subido las imágenes de las peleas Murderworld en YouTube. Mientras que en un programa de entrevistas, el Dr. Cliff Vanloch habla sobre su opinión de los secuestros de los superhéroes adolescentes y establece que los superhéroes adultos son principalmente a culpar de lo que le sucedió.

## Personajes
| Personaje      | Nombre real              | Equipo               | Muerte |
| -------------- | ------------------------ | -------------------- | --- |
| Hazmat         | Jennifer Takeda          | Avengers Academy     | |
| Mettle         | Ken Mack                 | Avengers Academy     | Asesinado por Arcade en Avengers Arena #1.                                                                          |
| Reptil         | Humberto López           | Avengers Academy     | |
| Darkhawk       | Christopher Powell       | (solo)               | M.I.A. enAvengers Arena #3. Su cuerpo fue mostrado en el ejemplar #12. Se revela que sigue vivo en el ejemplar #16. |
| Anachronism    | Aiden                    | The Braddock Academy | |
| Apex           | Katy Bashir / Tim Bashir | The Braddock Academy | Asesinado por Deathlocket en Avengers Arena #18.                                                                    |
| Bloodstone     | Cullen Bloodstone        | The Braddock Academy | |
| Kid Briton     | Brian Braddock           | The Braddock Academy | Asesinado por Anachronism en issue #6.                                                                              |
| Nara           | Nara                     | The Braddock Academy | Asesinada tratando de detener a Cullen el ejemplar #15.                                                             |
| Cammi          | Camille Benally          | (solo)               | |
| Chase          | Chase Stein              | Runaways*            | |
| Nico           | Nico Minoru              | Runaways*            | Asesinado por Apex controlando a Darkhawk enAvengers Arena #10. Resucitada en el ejemplar #12.                      |
| Death Locket   | Rebecca Ryker            | (none)               | |
| Juston Seyfert | Juston Seyfert           | (none)*              | Asesinada por Apex in Avengers Arena #9 (May 2013).                                                                 |
| Red Raven      | Dania                    | (none)               | Asesinada al chocar contra el campo de fuerza invisible en el ejemplar #2.                                          |
| X-23           | Laura Kinney             | X-Men*               | |

*estos personajes fueron presentados como estudiantes a tiempo parcial en Avengers Academy más adelante en la serie
Death Locket y los estudiantes de Braddock Academy fueron creados por Hopeless y Walker solo para Avengers Arena

## Ediciones
| Título                             | Recapitulación        | Páginas | Fechas de Publicación | ISBN           |
| ---------------------------------- | --------------------- | ------- | --------------------- | -------------- |
| Avengers Arena Vol. 1: Kill or Die | Avengers Arena #1-6   | 144     | Mayo del 2013         | 978-0785166573 |
| Avengers Arena Vol. 2: Game On     | Avengers Arena #7-12  | 144     | septiembre del 2013   | 978-0785166580 |
| Avengers Arena Vol. 3: Boss Level  | Avengers Arena #13-18 | 136     | junio del 2014        | 978-0785189282 |